# صمامات هيدروليكية

الصمام valve جهاز ميكانيكي يستخدم للتحكم في جريان سائل أو غاز في منظومة جريان معينة، أو في تنظيم الضغط في مواقع معينة من هذه المنظومة، ويتدرج قياس الصمامات من صمامات قطرها عدة سنتمترات كالتي تستخدم في التمديدات الصحية المنزلية، إلى صمامات قطرها عدة أمتار كالتي تستخدم في السدود

## الاستخدام
تستخدم الصمامات في شبكات توزيع المياه في المدن لتحقيق أغراض متنوعة، كعزل أنبوب من أنابيب الشبكة، أو لتصريف المياه منه، أو لتغيير معدل جريان الماء في أنبوب ما، أو للتحكم في منسوب الماء في الخزانات التي تغذي الشبكة، أو لطرد الهواء المتجمع داخل أنابيب الشبكة، أو لمنع الجريان العكسي، أو لغيرها من الأغراض.
فعلى سبيل المثال في حال حدوث كسر في أحد أنابيب الشبكة، تستخدم صمامات العزل isolation valves لعزل منطقة الكسر وإيقاف جريان الماء إليها في أثناء إجراء عمليات الإصلاح، في حين تستمر باقي أجزاء الشبكة في العمل طبيعياً. كذلك فقد تنشأ الحاجة لأن يكون الجريان في أحد أنابيب الشبكة في اتجاه واحد فقط، كما هي الحال في وصلات خدمة المشتركين، عند ذلك تركب على هذه الأنابيب صمامات عدم رجوع لا تسمح بالجريان إلا في الاتجاه المطلوب فقط.

## أنواع الصمامات ومبدأ عمل كل منها
تتضمن الصمامات التي تستخدم بكثرة في شبكات توزيع المياه الأنواع الآتية: 

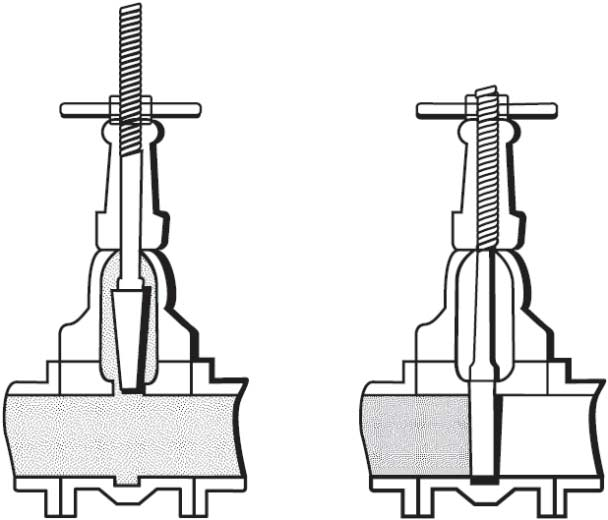
صمام البوابة

### صمام البوابة

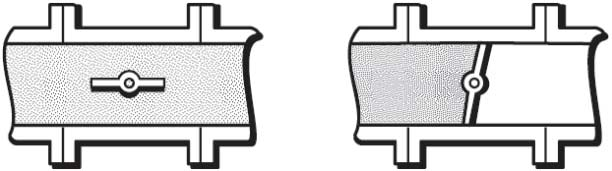
صمام الفراشة

يعد صمام البوابة gate valve أكثر الصمامات استخداماً في شبكات الأنابيب ، وهو جهاز ميكانيكي يستخدم في عزل جزء معين من منظومة الجريان في أثناء إجراء أعمال الصيانة أو الإصلاح. يحتوي الصمام على بوابة على شكل قرص يتحرك نحو الأعلى ونحو الأسفل بوساطة ذراع ملولب يفتح الصمام أو يُغلقه. وعندما يكون الصمام مفتوحاً بالكامل، يسمح ب المرور بصورة مستقيمة وبأقل قدر من الإعاقة. غير أن صمامات البوابة غير مصممة لتنظيم الجريان أو معايرته. فهي إما تكون مفتوحة بالكامل أو مغلقة. ويراوح قطر صمام البوابة من نصف بوصة (نحو 13مم) كتلك التي تركب على الوصلات المنزلية للمشتركين، إلى 2000مم كتلك التي تركب على أنابيب جر المياه الضخمة.

### صمام الفراشة
يتكون صمام الفراشة butterfly valve من جسم يحتوي على محور يدور حوله قرص دائري لفتح الصمام أو إغلاقه. وعندما يكون الصمام في حالة الفتح الأعظمي، يكون القرص موازياً لمحور الأنبوب. وبما أن القرص يبقى في مسار الجريان حتى في وضع الانفتاح، فإن صمام الفراشة يتسبب في فاقدٍ أكبر من طاقة الجريان من صمام البوابة.
وعلى الرغم من أن الاستخدام الرئيسي لهذا الصمام هو لأغراض العزل، إلا أنه يمكن أن يستخدم في بعض الحالات أيضاً لتنظيم الجريان ومعايرته.

### صمام التحكم في المنسوب
يستخدم صمام التحكم في المنسوب altitude control valve للتحكم بمنسوب الماء في خزان يغذَّى من الشبكة. وعندما يصير الخزان ممتلئاً بالمياه، يغلق الصمام فيمنع فيضان الخزان. وعندما ينخفض الضغط في الشبكة إلى ما دون ضغط الخزان الممتلئ، يفتح الصمام ويسمح بتصريف الماء من الخزان إلى شبكة التوزيع.  

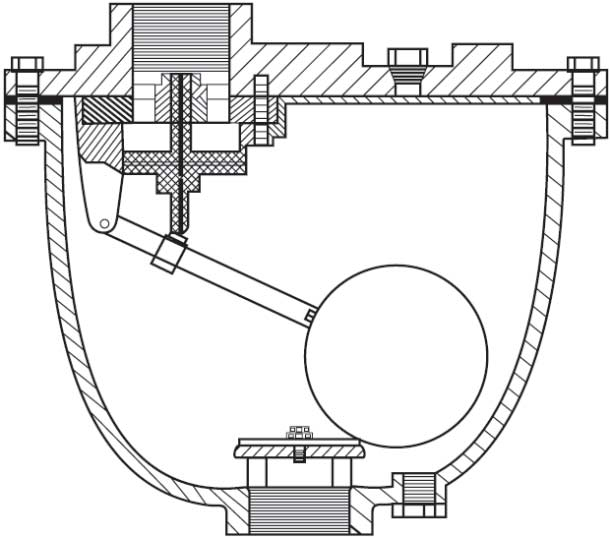
صمام إدخال الهواء وإخراجه

### صمام إدخال الهواء وإخراجه (air valve)
يمكن للهواء أن يتجمع عند النقاط المرتفعة من الأنبوب الطويل مما يسبب انسداداً جزئياً له وإعاقة للجريان ضمنه. وتساعد صمامات إدخال وإخراج الهواء air valve  على حل هذه المشكلة إذ تسمح للهواء بالخروج آلياً من الأنبوب.
كذلك تحتاج أنابيب الشبكة لتصريف المياه منها دورياً سواء لإجراء أعمال الصيانة أم الإصلاح. يؤدي خروج المياه من الأنبوب عبر صمام التصريف (الغسيل) إلى حدوث تكهف في الأنبوب (أي هبوط الضغط فيه إلى ما دون قيمة الضغط الجوي). فإذا كان التكهف شديداً، يمكن للأنبوب أن ينهار بالكامل. تسمح صمامات إدخال/إخراج الهواء بدخول الهواء إلى الأنبوب ليشغل الحجم الذي كان يشغله السائل مما يمنع حدوث التكهف.

### صمام خفض الضغط
يقوم صمام خفض الضغط pressure reducing valve بتخفيض الضغط في جزء الأنبوب الواقع بعد الصمام لأية قيمة مرغوب فيها. ويكون ذلك بخنق الجريان المار عبره ومعايرته للمحافظة على قيمة الضغط المطلوبة. وغالباً ما يركب صمام تخفيض الضغط على الأنابيب الداخلة إلى المناطق المنخفضة من شبكة توزيع المياه حيث يمكن لضغط الماء في الشبكة في حال عدم وجود هذا الصمام، أن يرتفع إلى قيمة قد تشكّل خطراً على الأنابيب ووصلاتها وملحقاتها.

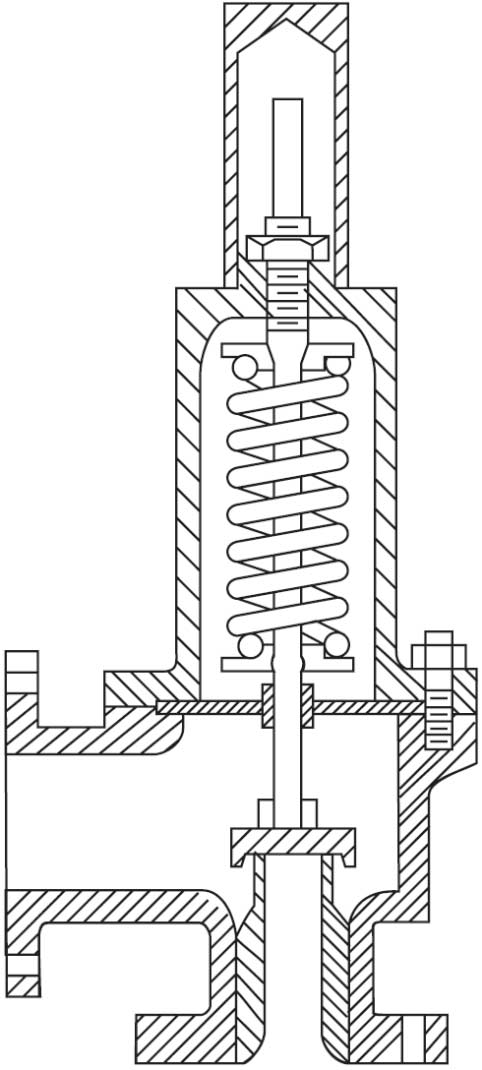
صمام تنفيث الضغط

### صمام تنفيث الضغط
تستخدم صمامات تنفيث الضغط pressure relief valves  لحماية أنابيب الشبكة من الضغوط المرتفعة التي يمكن أن تنشأ في الحالات الطارئة. يحتوي صمام تنفيث الضغط عامة على فتحة مغلقة بوساطة مكبس يرتكز على نابض، أو بوساطة بوابة مثقلة بوزن خارجي، فإذا زاد ضغط السائل الجاري في الأنبوب على حد مسبق التعيين (وهو الضغط الأعظمي المسموح للأنبوب تحمله)، يتحرك عند ذلك المكبس أو البوابة فتنكشف الفتحة ويخرج منها السائل، ويخف بذلك الضغط. يعود بعد ذلك المكبس أو البوابة إلى وضعهما الأصلي بفعل النابض أو الثقل الخارجي. 

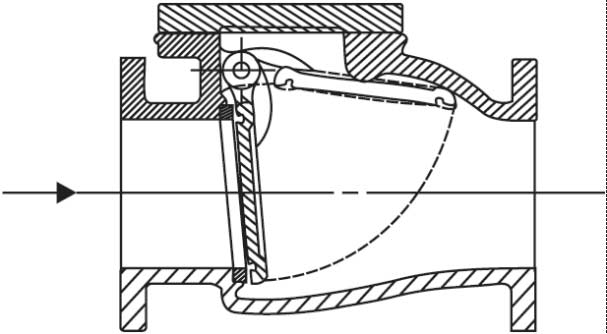
صمام عدم الرجوع.

### صمام عدم الرجوع
تنشأ الحاجة في العديد من حالات تصميم شبكات المياه المدنية والصناعية إلى أن يكون الجريان في أحد الأنابيب أو في جزء من الشبكة باتجاه واحد فقط، وتستخدم صمامات عدم الرجوع check valves أساساً لتحقيق هذا الغرض ولمنع السائل من الجريان بعكس الاتجاه المقرر له. فعلى سبيل المثال، عند توقف مضخة عاملة، تبدأ سرعة جريان السائل الموجود في أنبوب الضخ بالتباطؤ والتلاشي تدريجياً. وفي حال عدم وجود صمام عدم رجوع مركب على أنبوب دفع المضخة، فإن الجريان خلاله سرعان ما يعكس اتجاهه مسبباً دوران المضخة عكسياً، فيلحق ذلك أضراراً كبيرة بكل من المضخة والمحرك. لذا فمن الشائع جداً أن نرى صمامات عدم الرجوع مركبة على أنابيب تصريف المضخات لمنع الجريان المعاكس وتفادي أضراره.
يعد الصمام الأحادي البوابة swing check valve ، صمام عدم الرجوع التقليدي والأكثر انتشاراً في العالم. يتكون هذا الصمام من باب يدور حول مفصل علوي، ويقوم وزن الباب الذاتي بتأمين العزم اللازم لإغلاقه عند تباطؤ الجريان. ويمكن زيادة عزم الإغلاق عن طريق وضع أثقال إضافية محمَّلة على ذراع خارجية متصلة بباب الصمام. صُمِّم الصمام المتعدد الأبواب multi-door check valve )، ليحل محل الصمام الأحادي البوابة في الأنابيب ذات الأقطار الكبيرة حيث يصبح وزن الباب اللازم لتأمين عزم الإغلاق كبيراً جداً وغير عملي. ولهذا الصمام مبدأ عمل الصمام الأحادي البوابة نفسه، لكن فتحته مقسمة إلى عدة فتحات لكل منها بابها المستقل.
في الحالات التي ينجم عنها تباطؤ وانعكاس سريع للجريان، يحتمل أن تتخلف بوابة الصمام الأحادي البوابة تخلفاً ملحوظاً عن مواكبة حركة السائل، بحيث يمكن للجريان أن يؤسس سرعة عكسية كبيرة قبل انغلاق الصمام. في هذه الحالة يكون انغلاق الصمام عاصفاً (وتدعى هذه الحادثة بانصفاق الصمام valve slam) ويؤدي القطع المفاجئ للجريان العكسي إلى حدوث ظاهرة المطرقة المائية الخطيرة، ويفضل في مثل هذه الحالة استخدام صمامات عدم الرجوع التي تكون فيها حركة عضو الإغلاق انتقالية (بفعل نابض) وليست دورانية. ويعدُّ الصمام الفوهي nozzle check valve  الذي يتميز بمقطعه الانسيابي مثالاً عن هذه الصمامات.

## تشغيل الصمامات أو عملها
يمكن تشغيل صمامات العزل بعدة طرائق: يدوياً أو كهربائياً أو هدروليكياً أو بوساطة الهواء المضغوط. وتعتمد الطريقة المتبعة في التشغيل على موقع استخدام الصمام ووظيفته ومصدر الطاقة المتوفر. ويعد التشغيل اليدوي أكثر الطرائق شيوعاً لتشغيل الصمام، ويستخدم في شبكات الأنابيب حينما يكون تشغيل الصمام مقتصراً على وضعيتي الفتح أو الإغلاق، وكذلك حين يكون تشغيل الصمام عرضياً. أما بالنسبة للصمامات التي تعمل بصورة متكرر فتشغَّل كهربائياً أو هدروليكياً أو بوساطة الهواء المضغوط. تعتمد طريقة التشغيل الكهربائية على استخدام محرك كهربائي يوفر فتح الصمام وإغلاقه. أما طريقة التشغيل الهدروليكية فتكون باستخدام سائل تحت ضغط كمصدر للطاقة. 

## المواد التي تصنع منها الصمامات
تصنَّع الصمامات التي تستخدم في شبكات مياه الشرب والصرف الصحي عامة من الحديد الصب cast iron أو الفولاذsteel أو الحديد المطاوع ductile iron، وذلك من أجل الأنابيب التي لا يقل قطرها عن 100ملم أو أكثر، ومن البرونز bronze من أجل الأنابيب التي يقل قطرها عن 100ملم. ويستخدم الفولاذ المصنَّع fabricated steel أحياناً في الصمامات ذات القطر الذي يزيد على 1800ملم.